# Prlov
Obec Prlov se nachází v okrese Vsetín ve Zlínském kraji v severovýchodní části Vizovické vrchoviny. Žije zde 501 obyvatel. Leží jedenáct kilometrů jihovýchodně od Vsetína v kotlině kolem Prlovského potoka, jenž je levostranným přítokem většího potoka Pozděchůvky vlévajícího se ve Valašské Polance do řeky Senice.

## Název
Původ názvu vesnice dosud nebyl spolehlivě vysvětlen.

## Současnost
Ke dni 15. dubna 2011 měl Prlov 542 obyvatel žijících ve 174 domech a v katastru obce bylo i 60 domů a chat k individuální rekreaci. Nadmořská výška se pohybuje od 425 metrů nad mořem u Neratovského rybníka do 676 m n. m. na Jamách (Vizovické vrchy).
V současnosti je Prlov moderní obcí s kulturním, společenským a sportovním životem. Mezi nejvýznamnější akce patří hasičský Memoriál obětí Prlova, což je soutěž družstev v hasičském sportu, a nově též ukázky bojové činnosti z období druhé světové války zprostředkovávané Klubem vojenské historie Maxim z Otrokovic. Dne 23. dubna 2011 Byla obec Prlov vyznamenána Záslužným křížem ministra obrany I. stupně.

## Historie
Prlov byl založen sloučením několika pasekářských samot do jednoho fojtství. První písemná zmínka se váže k listině avignonského papeže, kde figuruje jako součást vizovického panství. Další listinné dokumenty ze středověku, konkrétně z roku 1361, se týkají soudních sporů mezi cisterciáckým klášterem Smilheim ve Vizovicích a pány ze Šternberka o vlastnictví několika obcí.
Další epizodou je účast mj. obyvatel Prlova na protihabsburských povstáních spojených s válečnou vřavou třicetileté války, kdy se Valaši hlásící se k protestantské víře přidali na stranu nepřátel Katolické ligy. Se zbraní v ruce se postavili na stranu Švédů proti své vrchnosti a vojskům olomouckého arcibiskupa. Další vykonávali špionážní práci a dodávali švédským oddílům potraviny, hlavně máslo, sýry, drůbež, zvěřinu a sůl a jiný potřebný materiál. Konečná porážka povstání v bitvě u Vsetína 26. ledna 1644 a hromadná poprava nejméně 200 lidí ve Vsetíně v únoru téhož roku udělala krvavou tečku v boji Valachů za svoji víru a přišla násilná rekatolizace. Z historických pramenů je známo, že během této exekuce byli popraveni také prlovští muži, bližší údaj o počtu však chybí.
Další tragickou událostí v dějinách Prlova se stal rok 1663, kdy byla vesnice z části vypálena, 23 lidí zabito a neznámý počet obyvatel byl odvlečen do otroctví. V sousední Lužné zahynulo 112 osob. Původcem byla osmanská vojska, která drancovala moravské vesnice ve válce Osmanské říše proti Svaté říši římské za panování císaře Leopolda I.
Do revolučních let 1848–1849 patřil Prlov pod vizovické panství. Od roku 1850 spadal pod politický okres Uherský Brod, roku 1868 Holešov, roku 1935 okres Zlín a od roku 1949 do okresu Vsetín.
První světová válka poznamenala snad všechny vesnice a Prlov není výjimkou. Do zákopů na fronty první světové války bylo odvedeno 95 mužů, osm z nich se dostalo řízením osudu do Československých legií. Válka celkově stála valašskou ves sedmnáct lidských životů.

### Prlovská tragédie
23. dubna 1945 v ranních hodinách obklíčilo Prlov zhruba 600 příslušníků ZbV (Zur besonderen Verwendung – ke zvláštnímu určení) komanda Nr. 31 z Vizovic pod vedením SS-Obersturmführera Ericha Wieneckeho a speciálního oddílu SS-Jagdgruppe 232 „Josef“ (Speciální stíhací svaz jihovýchod, stíhací skupina Slovensko), v jehož čele stála dvojice esesmanů, SS-Obersturmführer (nadporučík) dr. Walter Pawlofski a spolu s ním SS-Oberscharführer (praporčík) Kurt Werner Tutter (po roce 1948 uvízl v síti komunistické československé tajné služby a byl agentem kontrarozvědky).
Do odpoledních hodin vyslýchali občany kvůli údajné pomoci partyzánům v místním hostinci a poté vypálili osm usedlostí, v nichž uhořelo 15 lidí. Celkem však v důsledku celé akce přišlo o život 23 osob: kromě již zmíněných patnácti upálených byli tři aktivní partyzáni, prlovští občané, téhož dne oběšeni poblíž Bratřejova. Jeden muž, který toho dne unikl z hořícího domu, byl později vypátrán gestapem a spolu z dalšími dvěma lidmi z Prlova byli nejdříve mučeni a potom popraveni. Jeden muž byl zabit již 19. dubna při akci proti Ploštině. K prlovské tragédii se počítá i smrt jednoho občana z blízkého Pozděchova a mezi 15 upálenými byl též jeden občan z blízkého Bratřejova. Po masakru v Ploštině se jednalo o další akci jednotek, které spadaly pod Stíhací svaz SS, jehož velitelem byl Otto Skorzeny.

### Přírodní památka Rybník Neratov
- Pomník obětem 2. světové války
- Chalupa u Húštů a kaplička sv. Huberta
- Orchidejové a vstavačové louky
- Partyzánský bunkr

## Další fotografie

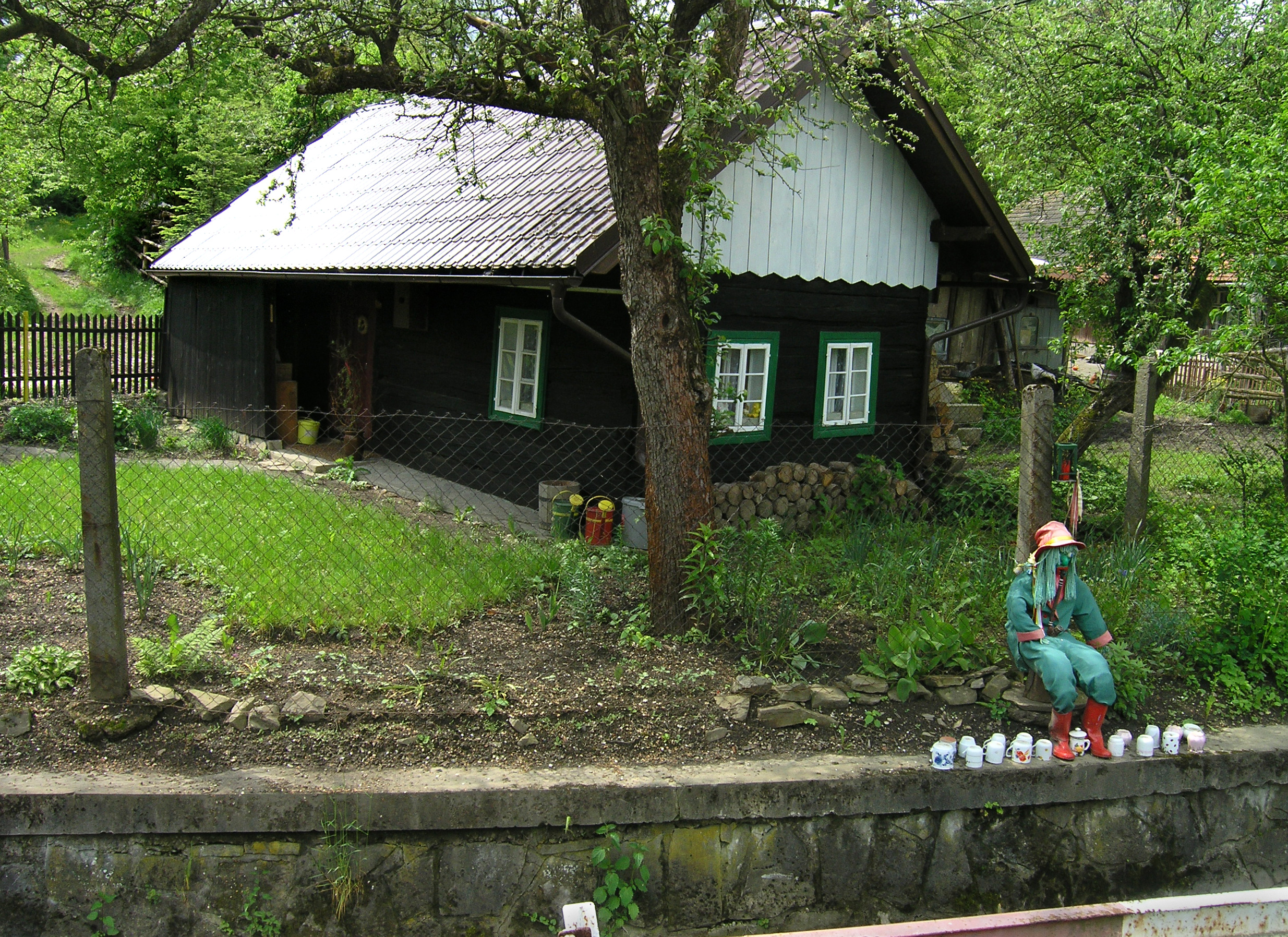
Domek s vodníkem
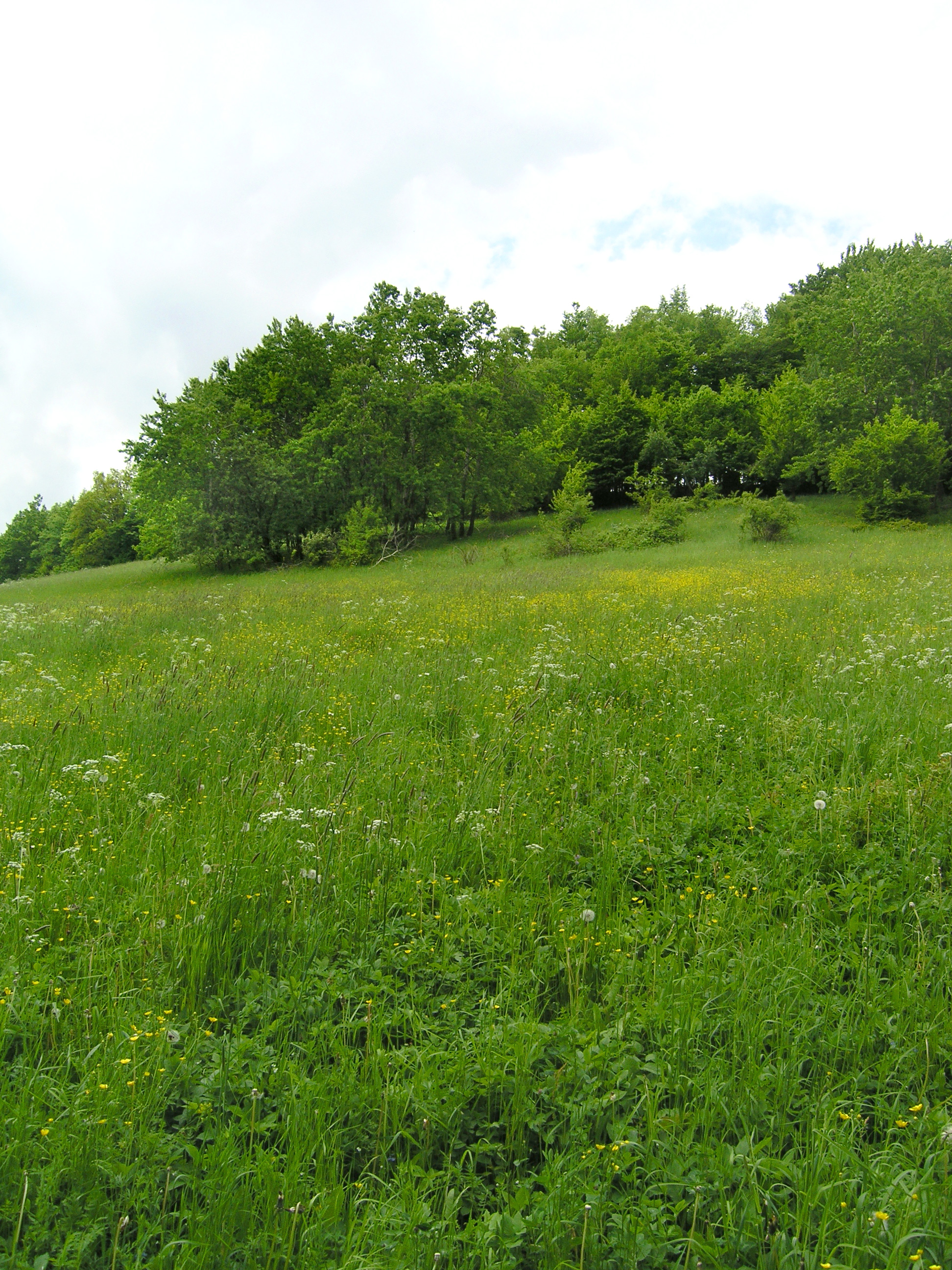
Přírodní památka Prlov
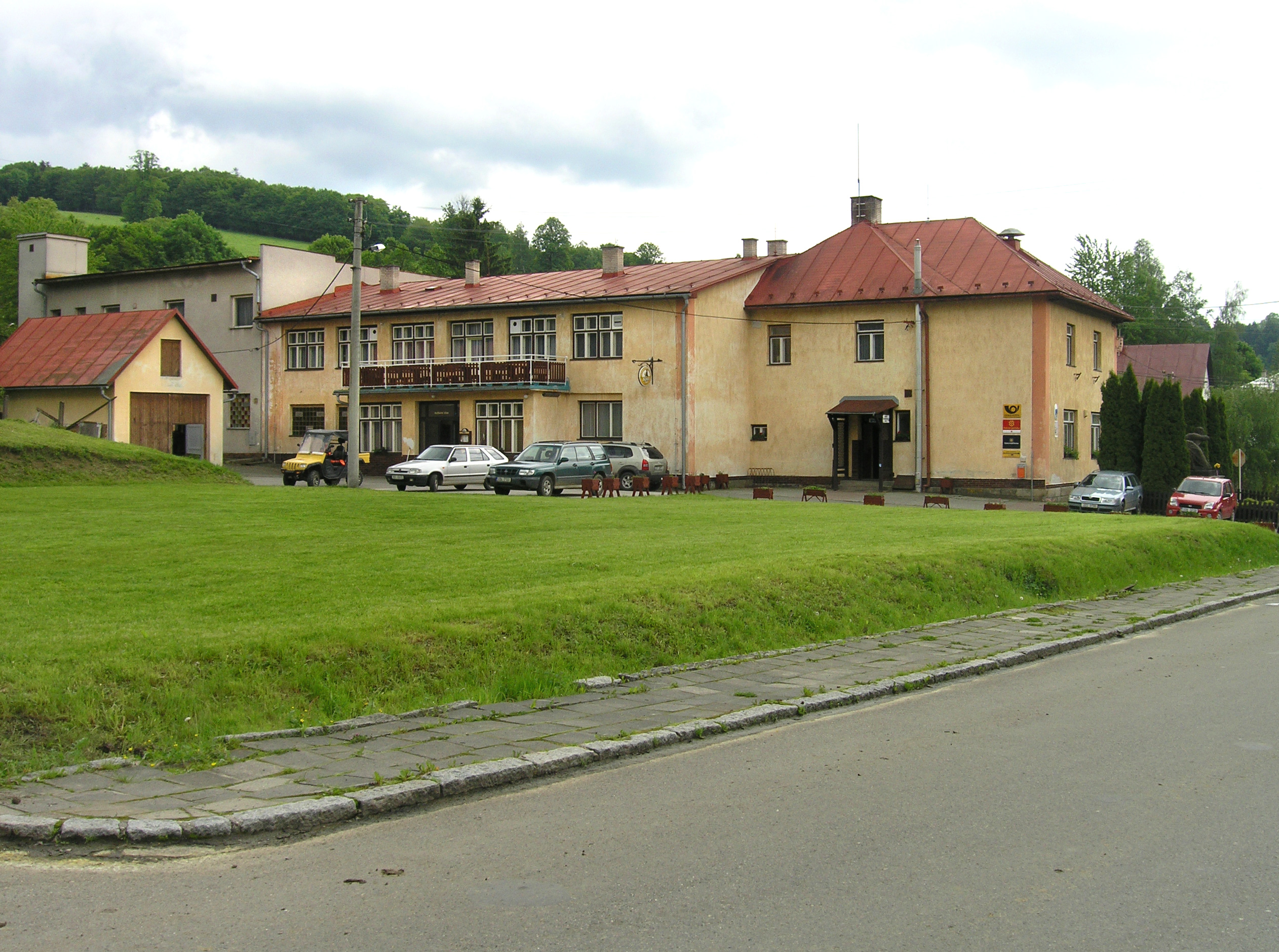
Obecní úřad
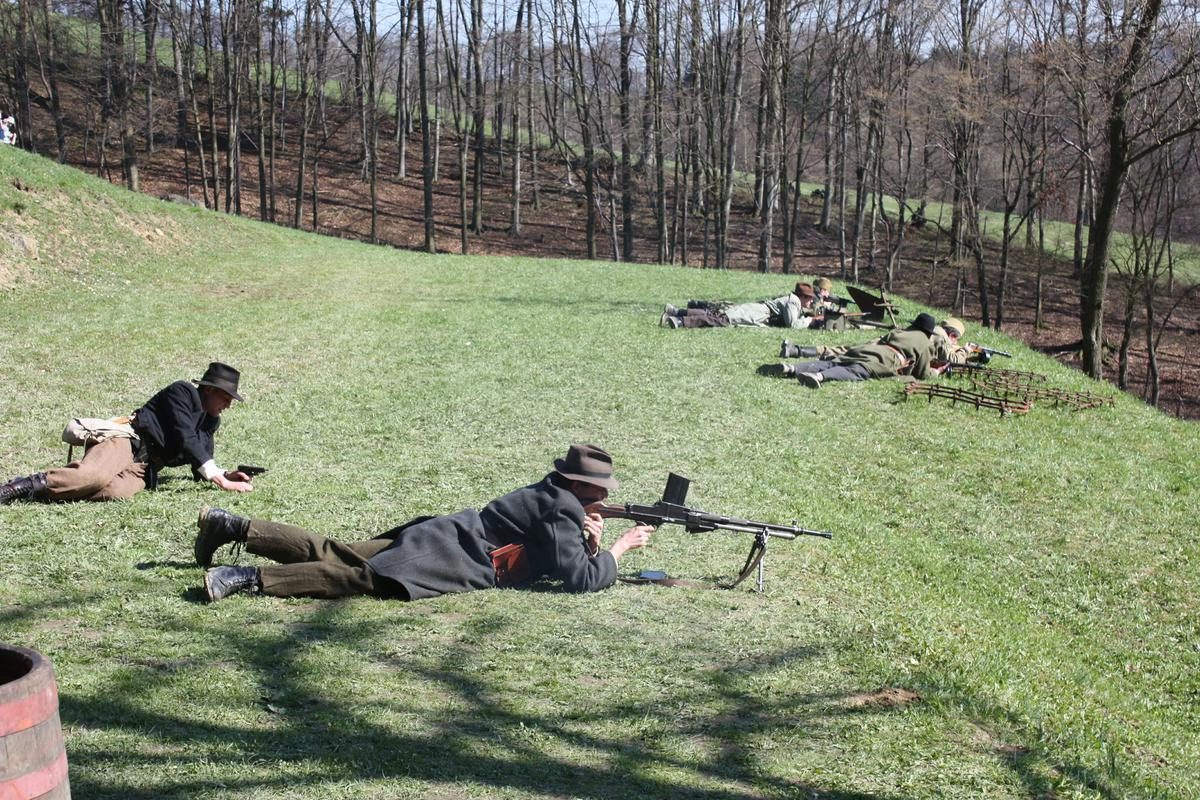
Fiktivní bitva partyzánů s Němci při výročí Prlovské tragédie